# セルフ大西
セルフ大西（セルフおおにし）は大阪市中央区に所在する衣料卸売問屋である。

## 理念・社是・企業系列
理念は「大西グループは「日に月に新たなり」の精神に基づき、日々取り組んでいる活動を評価し、顧客に提供する商品・サービスを常に進化させ続けることで、社会・経済の発展に貢献します。」である。
社是は“「日に月に新たなり」毎日、毎月、折り目、切り目でけじめをつけ、新たな決意と目標を持って進む。”である。
持株会社の大西はみどり会の会員企業であり三和グループに属している。

## 概要
株式会社大西（持株会社、旧大西衣料（→アピサーク））の概要
- 設立 1944年
- 本社所在地 大阪市中央区久太郎町3-4-12
- 資本金 9億30万円
- 売上高 431億12百万円（2007年2月、旧アピサーク時代の業績）
- 社員数 154名
- 代表者 代表取締役会長　大西隆 　代表取締役社長　大西寛
- 事業内容 大西グループの持株会社として、グループの統括や経営戦略・監査・支援等に関する各種業務

株式会社セルフ大西（事業会社）の概要
- 設立 2008年3月（事業会社として分社化した時期）
- 本社所在地 （大阪）大阪市中央区久太郎町3-4-12　（東京）東京都中央区日本橋馬喰町1-5-6
- 資本金 9000万円
- 社員数 885名
- 代表者 代表取締役社長　大西寛
- 事業内容　衣料・服飾・雑貨の総合卸売業